# Satrapie de Babylonie
Sauf précision contraire, les dates de cet article sont sous-entendues « avant l'ère commune » (AEC), c'est-à-dire « avant Jésus-Christ ».

Empire achéménide

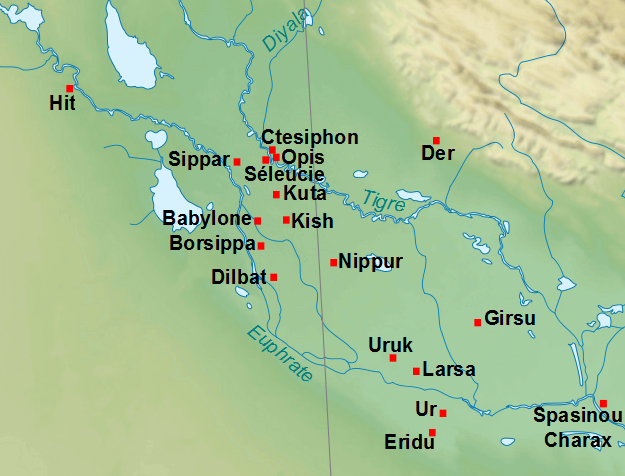
Localisation des principales villes de la Babylonie tardive.

La Babylonie était une satrapie centrale de l'Empire perse, abritant d'importantes villes comme la capitale de l'empire, Babylone, depuis le VIe siècle av. J.-C. C'est dans sa capitale qu'a eu lieu le premier partage de l'empire d'Alexandre après sa mort en 323.

## Géographie

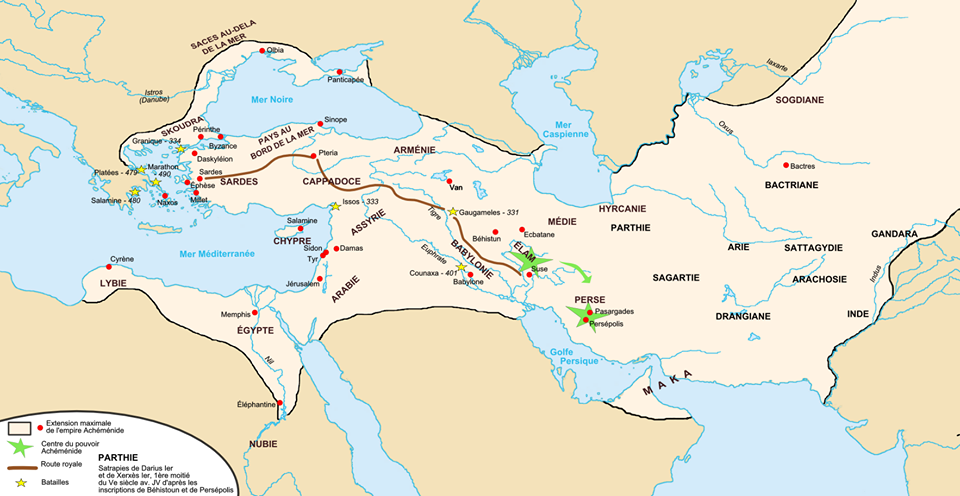
Carte représentant l'Empire perse achéménide sur laquelle on peut observer la Babylonie.

La Babylonie est une région située dans le sud-est de l'Asie Mineure. Selon Strabon, la Babylonie a pour bornes la Susiane à l'est, la péninsule arabique à l'ouest et la Mésopotamie au nord. La Babylonie est traversée par l'Euphrate du nord au sud, jusqu'au Golfe Persique, ce qui correspond au sud de l’Irak actuel. La capitale de cette satrapie est Babylone.
 La Mésopotamie tire son nom du grec mesos qui veut dire « entre » et potamos qui signifie « fleuve ». La région est totalement dépendante des deux fleuves, le Tigre et l’Euphrate. Les premières communautés agricoles qui s’installèrent vers le VIIe millénaire av-JC dans le sud de la Mésopotamie durent faire face aux précipitations irrégulières, dans un milieu majoritairement aride,  et au débit incertain  des deux fleuves. La mise en place d’un système complexe d’irrigation fut la réponse à ce double défi. L’agriculture basée sur la culture de l’orge, des légumineuses et de l’élevage des bovins fut et reste l’activité essentielle de cette région, jusqu’à nos jours. Plus en aval, les deux fleuves se rejoignent et forment le Chatt-El-Arab « le fleuve des arabes ». Le Chatt-El-Arab parcourt alors durant 200 kilomètres une vaste région marécageuse avant de se jeter dans le Golfe Persique.
Selon Strabon, « il n'y a pas de contrée sur la terre qui produise autant d'orge que la Babylonie ». En plus de l'orge, la Babylonie regorge de palmiers qui lui fournissent du pain, du vinaigre, du miel, de la farine et du vin. Les palmiers constituent aussi une matière première pour de nombreuses activités artisanales.
La capitale de la satrapie, Babylone, était située sur une plaine et elle était traversée par l'Euphrate. C'était une des villes les plus riches de la satrapie. Elle comportait une des sept merveilles du monde, les Jardins Suspendus dont parle Strabon, qui auraient été édifiés par Nabuchodonosor II (604-562). Ces jardins étaient immenses, ils se composaient de plusieurs terrasses, supportées par des arcades. Il y avait de grands arbres et l'eau de l'Euphrate y était amenée par un système de vis hydrauliques.

## Ethnographie
La Babylonie a été le berceau dès le IVe millénaire d’une civilisation brillante. La civilisation sumérienne a vu la naissance de l’écriture et de la cité-état. Les premiers empires, comme l’Empire akkadien, naquirent au IIIe millénaire. L’Ancien Empire babylonien d’Hammourabi (1793-1750) exerça un rayonnement considérable sur toute la Mésopotamie. Les villes d’Ur, Ourouk et Babylone furent des foyers culturels de première importance. Le Ier millénaire sonna le glas de l’indépendance de la Babylonie. La ville de Babylone fut conquise par les Assyriens en 728. La conquête du souverain Achéménide Cyrus II en 539 mit fin à un éphémère Empire babylonien qui maintint pendant quelques décennies (605-539) les dernières velléités d’indépendance.

## Histoire

### Histoire avant la conquête d'Alexandre
La satrapie de Babylonie est créée sous l'Empire Perse, plus précisément en 539 avant J-C quand le roi perse Cyrus le Grand se proclame roi de Babylone. Babylone, dont le nom signifie « Porte de Dieu » en akkadien, est une ville datant du IIe millénaire avant notre ère. C'est à partir de ce moment là que la satrapie de Babylonie est créée.

### La satrapie sous Alexandre
À partir de 334, le roi des Macédoniens, Alexandre III, s'est lancé à la conquête de l'Empire perse alors dirigé par le grand Roi Darius III. Après avoir conquis l'ouest de l'Empire Perse, Alexandre le Grand s'avance vers le cœur de l'Empire et gagne la bataille de Gaugamèles en octobre 331. Il se tourne alors vers la ville de Babylone, dans laquelle Darius III était réfugié. Alexandre arrive aux portes de Babylone, protégée par de grandes murailles, fin octobre 331. La population se rend sous l'impulsion du satrape perse Mazaios, entraînant ainsi la soumission de la Babylonie. Pour récompenser cette soumission directe, Alexandre maintient Mazaios en tant que satrape de Babylonie, faisant de lui le premier satrape non grec de son empire. Cependant, Alexandre impose aux côtés de Mazaios un grec, Strategos, pour commander militairement et financièrement la satrapie.
Alexandre a entrepris une gestion active de la satrapie, en restant dans la lignée de ses prédécesseurs. Il s'est occupé tout d'abord du système d'irrigation par canaux présent à Babylone, qui avait été mis en place par les rois néo-babyloniens entre 626 et 539 : il s'agissait avant tout de contrôler les débordements de l'Euphrate. Ce système avait été approfondi durant la période achéménide, afin de développer les cultures. Malgré la gestion des canaux sous la période néo-babylonienne et sous la période achéménide, les canaux n'étaient pas totalement efficients du fait des conditions géologiques et climatologiques de la Babylonie. Ainsi, Alexandre se chargea d'améliorer le système des canaux. Aristobule raconte qu'Alexandre remonta lui-même l'Euphrate sur une barque, afin d'inspecter l'état des canaux et il était suivi d'ouvriers à qui il ordonnait le curage des canaux quand il en éprouvait le besoin. L'efficience des canaux présentait pour Alexandre un autre enjeu, outre le fait de mieux irriguer les cultures et d'éviter les débordements. En effet, la bonne action des canaux facilitait l'accès à l'Arabie or d'après Strabon, Alexandre avait pour ambition de conquérir l'Arabie.

### Les Diadoques
À la mort d'Alexandre en juin 323, n'ayant pas organisé sa succession, ses proches compagnons (hétairoi), ses gardes du corps (sômatophylaques), son chancelier Eumène de Cardia et son chiliarque Perdiccas (les auteurs anciens indiquent qu'il en a assumé la fonction mais n'en avait pas forcément le titre) décident de l'avenir de l'empire territorial conquis par Alexandre. Lors de l'accord de Babylone en 323. tous les proches d'Alexandre désignent Perdiccas comme régent du roi Philippe III, frère, déficient d'après les sources, d'Alexandre. Il gère donc en son nom l'Empire en tant que supérieur des satrapes et prend officiellement le titre de chiliarque. En tant que régent, on peut supposer que Perdiccas dirige directement la satrapie babylonienne, les sources sont assez imprécises sur ce point et donnent peu de renseignements sur un éventuel satrape de Babylonie. 
Après l'assassinat de Perdiccas en 321 par ses lieutenants, c'est Antipater, stratège de Macédoine depuis le départ d'Alexandre en 336, qui devient le régent de Philippe III et d'Alexandre IV (fils d'Alexandre le Grand et de Rhoxane né après la mort de son père). Après les accords de Triparadisos qui ont lieu la même année, c'est Séleucos, un des lieutenants de Perdiccas ayant participé à son assassinat, qui est nommé à la tête de la Babylonie. En 316, à la suite de la mort d'Eumène, Antigone le Borgne contrôle toutes les régions allant de l'Asie mineure à l'Iran, et il décide de s'attaquer à la Babylonie de Séleucos : en 315, Séleucos est contraint de quitter son gouvernement et il va se réfugier chez Ptolémée. Séleucos n'abandonne cependant pas sa satrapie, et en 312 il longe le croissant fertile pour récupérer Babylone. D'après Diodore d'Agyrion, la reprise de la Babylonie par Séleucos fut aisée car la population s'est ralliée à son ancien satrape en raison de son bon gouvernement, et les élites babyloniennes ont également soutenu Séleucos, seul diadoque n'ayant pas répudié sa femme iranienne.

### Sous la dynastie des Séleucides
En 305, à la suite des autres Diadoques, Séleucos se proclame basileus, fondant ainsi la dynastie des Séleucides. En 301, Séleucos Ier déplace la capitale de son territoire de Babylone vers Séleucie. À partir de ce moment, Babylone connait un certain déclassement d'après Strabon. 
En 141, les Parthes envahissent la Babylonie. Malgré quelques contre-offensives de la part des séleucides dont celle menée par Démétrios II Nicator en 140 et celles d'Antiocos VII Evergète en 130-129, la satrapie disparaît définitivement après la victoire des Parthes après celle-ci.

## Liste des satrapes
| Périodes | Satrapes               | Durée d'exercice de la fonction          | Indications supplémentaires                                  |
| --- | ---------------------- | ---------------------------------------- | ------------------------------------------------------------ |
| Satrapes sous les Achéménides | Ustanu                 |                                          | Sous Darius Ier (521-486 av. J.-C.)                          |
| | Zopyre                 |                                          | Sous Darius Ier (521-486 av. J.-C.)                          |
| | Tritantaichmes         |                                          | Sous Xerxès Ier (486-465 av. J.-C.)                          |
| | Megapane               |                                          | Sous Xerxès Ier (486-465 av. J.-C.)                          |
| | Mazaios                |                                          | Sous Darius III (336-330 av. J.-C.)                          |
| Satrapes sous Alexandre le Grand | Mazaios                | 331-323 av. J.-C.                        |                                                              |
| Satrapes sous les Diadoques | Archon                 | 323-321 av. J.-C.                        |                                                              |
| | Séleucos               | 321-315 av. J.-C.                        |                                                              |
| | Peithon                | 315-312 av. J.-C.                        |                                                              |
| | Séleucos               | 312 av. J.-C.-305 av. J.-C.              |                                                              |
| Satrapes et rois séleucides | Séleucos Ier Sôter     | 305-281 av. J.-C.                        |                                                              |
| | Antiochos Ier Sôter    | 281-261 av. J.-C.                        |                                                              |
| | Antiochos II Théos     | 261-246 av. J.-C.                        |                                                              |
| | Séleucos II Kallinicos | 246-226 av. J.-C.                        | Antiochos Hiérax (241-226 av. J.-C.) règne en Asie Orientale |
| | Séleucos III Sôter     | 226-223 av. J.-C.                        |                                                              |
| | Antiochos III Mégas    | 223-187 av. J.-C.                        | Campagnes contre les Parthes en 209 av. J.-C.                |
| | Séleucos IV Philopator | 187-175 av. J.-C.                        |                                                              |
| | Antiochos IV Épiphane  | 175-164 av. J.-C.                        |                                                              |
| | Antiochos V Eupator    | 164-162 av. J.-C.                        |                                                              |
| | Démétrios Ier Sôter    | 162-150 av. J.-C.                        |                                                              |
| | Alexandre Ier Balas    | 150-145 av. J.-C.                        |                                                              |
| | Antiochos VI Dionysos  | 145-142 av. J.-C.                        |                                                              |
| | Démétrios II Nicator   | 145-139 av. J.-C. puis 129-126 av. J.-C. |                                                              |
| | Antiochos VII Évergète | 138-129 av. J.-C.                        |                                                              |
| 1 : À partir des Diadoques, les sources étant assez imprécises et donnant peu de renseignements sur un éventuel satrape de Babylonie, on considérera que ce sont les hommes à la tête de la partie de l'empire où se trouve la Babylonie qui assume la fonction de satrape. |                        |                                          |                                                              |